# Leonesische Sprache

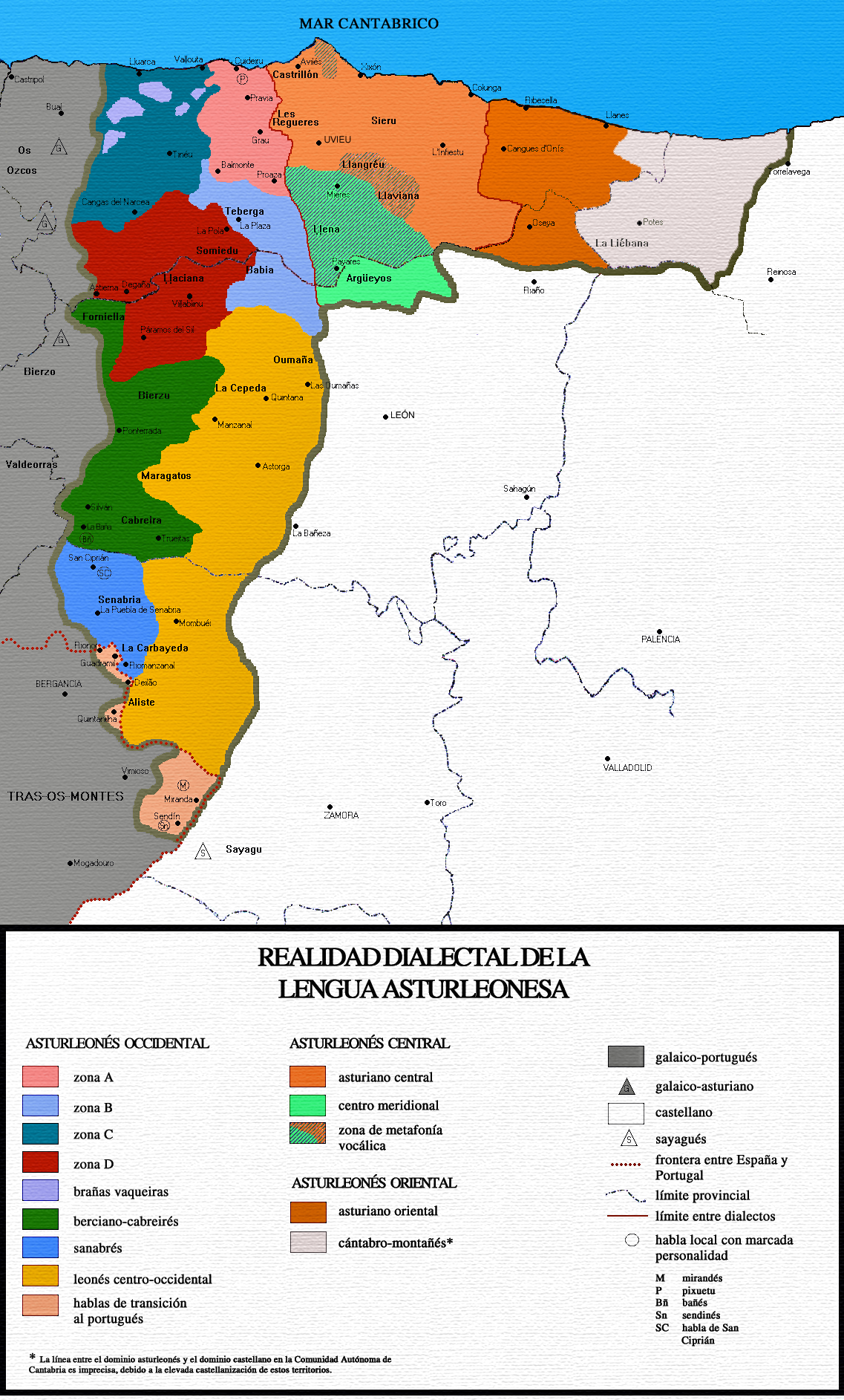
Karte

Die leonesische Sprache (leonesisch llionés) ist eine Sprache des romanischen Zweigs der indogermanischen Sprachfamilie und bildet mit Spanisch, Portugiesisch, Katalanisch und weiteren Sprachen der Iberischen Halbinsel den iberoromanischen Sprachzweig. Sie gehört zusammen mit dem Asturischen zum asturleonesischen Dialektkontinuum; das Mirandesische kann als Teil des Leonesischen betrachtet werden.
Leonesisch wird in den spanischen Provinzen León und Zamora gesprochen. Im neuen Autonomiestatut der autonomen Gemeinschaft Kastilien-León, zu der die genannten Provinzen gehören, wird das Leonesische als besonders schutzwürdiges Kulturgut anerkannt, ohne den Status Amtssprache zu erreichen. Laut der UNESCO ist das Leonesische akut vom Aussterben bedroht.

## Interne Sprachgeschichte
Als Abkomme des Vulgärlatein hat die leonesische Sprache im Vergleich zu den Nachbarsprachen Spanisch und Asturisch weniger Veränderungen erfahren.
Unter den Phänomenen, wodurch aus vulgärlateinischem Erbwortschatz leonesische Wörter wurden, befinden sich folgende Lautentwicklungen:
- Palatalisierung von lat. [n] und [l]:
  - lupus > llobu 'Wolf'
  - nubes > ñube 'Wolke'

- Sonorisation (Änderung der Stimmhaftigkeit):
  - lacus > llagu 'See'

- Diphthongierung von lat. [o] und [e] unter bestimmten Bedingungen:
  - morior > muerru '(ich) sterbe'
  - centum > cientu 'hundert'
  - februarius > febreiru 'Februar'

- Latein-Gruppe /pl-/, /cl-/, /fl-/ gibt [ʃ]:
  - plovere > chovere (regen)
  - clamare > chamare (rufen)
  - flamma > chama (Flamme)

## Externe Sprachgeschichte
Die leonesische Sprache entwickelte sich im Westen der Iberischen Halbinsel aus dem Vulgärlateinischen, das von den romanisierten Asturern gesprochen wurde, die nahe der Garnisonsstadt der siebenten Römischen Legion (Legio VII Gemina) siedelten. Die Trennung von den anderen iberoromanischen Sprachen begann nach dem Zusammenbruch des Römischen Reiches und mit Gründung des christlichen Königreichs León, und unter Einfluss der südasturischen Substrate und der späteren suebischen, westgotischen und mozarabischen Superstrate.
Die „Nodicia de Kesos“, das erste Dokument in einer iberoromanischen Vorläuferform des Leonesischen, datiert auf das Jahr 959. Die leonesische Sprache wurde ab dem 10. Jahrhundert Literatur- und Hofsprache. Die Gesetzbücher der meisten leonesischen Städte wie León, Zamora, Toro, Castelo Rodrigo, Ledesma oder Salamanca sowie die Stadt- und Notarurkunden des leonesischen Mittelalters sind in dieser relativ einheitlichen Sprache verfasst. Im 14. Jahrhundert war Leonesisch die Verkehrssprache entlang der sich über hunderte Kilometer in Nord-Süd-Richtung erstreckende Vía de la Plata. Das moderne Leonesisch entwickelte sich ausgehend von der mittelalterlichen Kanzlei- und Hofsprache Altleonesisch.
Ab dem 15. Jahrhundert und vor allem nach der Vereinigung der Königreiche León und Kastilien verlor das Leonesische seine Funktion als Verkehrs- und Hofsprache zugunsten des Kastilischen. Die Sprache konnte sich jedoch bei der Bauernbevölkerung der leonesischen Städte lange halten, wie ein Dokument aus dem 17. Jahrhundert aus der Gegend um Salamanca beweist.
Das leonesische Sprachareal umfasste Anfang des 19. Jahrhunderts die westlichen und nördlichen ländlichen Gebiete der heutigen Provinzen León und Zamora. Heutzutage wird Leonesisch im Norden, Westen und Zentrum der Provinz León sowie im Westen der Provinz Zamora gesprochen.
Die soziolinguistische Lage des Leonesischen hat sich in den letzten Jahren verbessert: seit 2006 finden in den Provinzhauptstädten sowie in zahlreichen Städten der Provinz León von den Gemeinden bzw. den Provinzverwaltungen unterstützten Leonesischkurse statt. Es wird wieder auf Leonesisch musiziert, und in der Stadt León wurde Leonesisch in den Lehrplan staatlicher Schulen eingeführt.

## Vokalismus
In der leonesischen Sprache gibt es nur drei Vokale, die sich am Ende des Wortes finden (a, e, u).

## Lautverschiebungen zu anderen romanischen Sprachen
| Latein  | Leonesisch | Kastilisch | Portugiesisch | Italienisch | Deutsch |
| ------- | ---------- | ---------- | ------------- | ----------- | ------- |
| fumus   | fumu       | humo       | fumo          | fumo        | Rauch   |
| filius  | fiyu       | hijo       | filho         | figlio      | Sohn    |
| oculus  | gueyu      | ojo        | olho          | occhio      | Auge    |
| vetulus | vieyu      | viejo      | velho         | vecchio     | alt     |